# John Crome

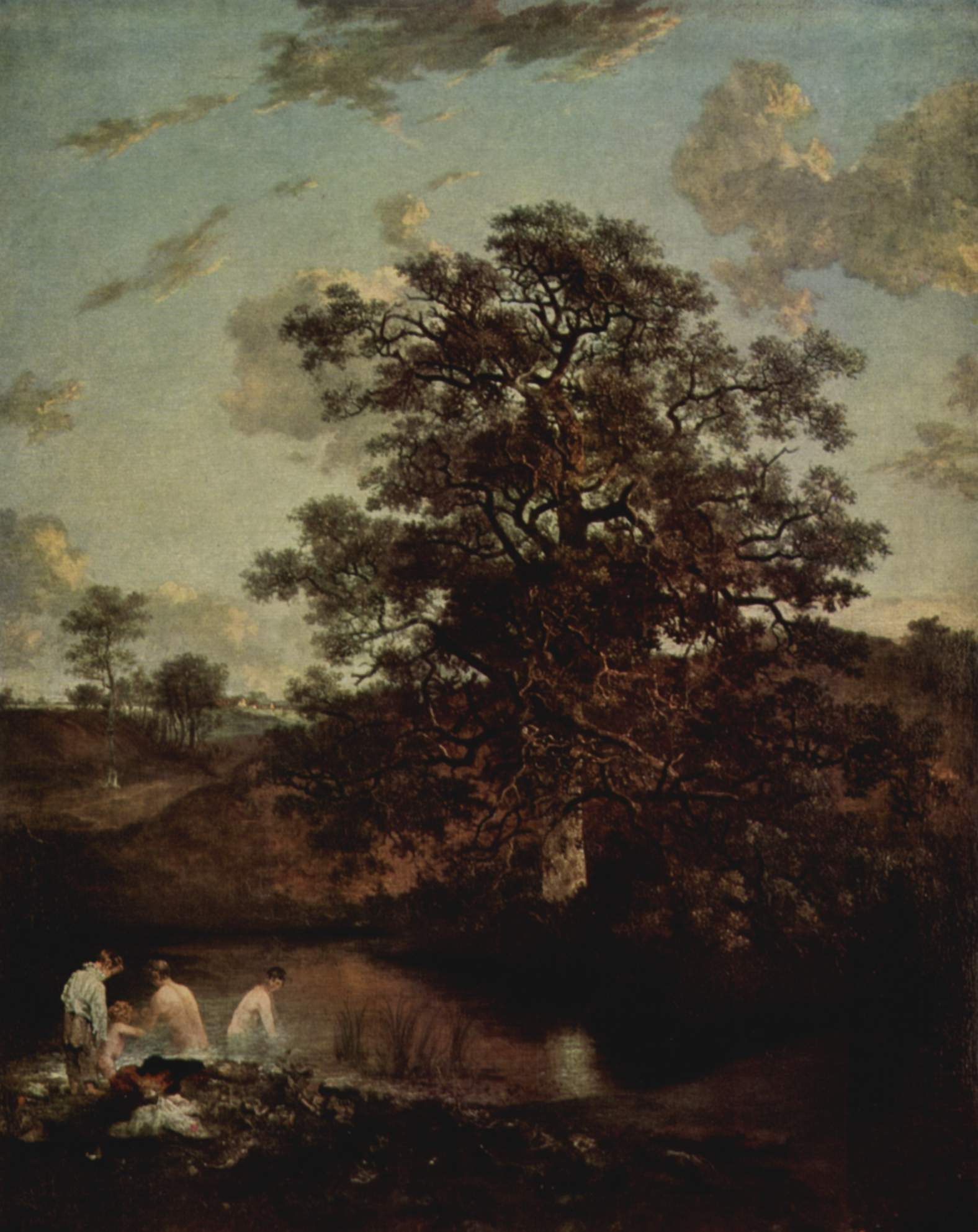
Dąb z Poringlant, ok. 1818-20, Tate Gallery w Londynie.

John Crome (ur. 22 grudnia 1768 w Norwich, zm. 22 kwietnia 1821 tamże) – angielski malarz i grafik, przedstawiciel Norwich School.

## Życie
Był synem tkacza, początkowo pracował u malarza szyldów i powozów, później zajmował się kopiowaniem obrazów. Udzielał też lekcji rysunku, co stanowiło jego główne źródło utrzymania przez całe życie. W 1803 był współzałożycielem, a później prezesem Norwich Society of Artists, przy której rozwinęła się lokalna szkoła malarstwa pejzażowego – Norwich School. Przez całe życie był związany z Norwich, sporadycznie bywał w Londynie i tylko raz wyjechał do Paryża. Poza rodzinnym miastem wystawiał niewiele, głównie w Royal Academy, gdzie w latach 1806–1818 zaprezentowano 14 jego obrazów.
W 1792 Crome ożenił się z Phoebe Berney, z którą miał ośmioro dzieci. Ich dwaj synowie John Berney Crome (1794–1842) i William Henry Crome (1806–1867) także byli malarzami.
Uczniem artysty był Edward Thomas Daniell.

## Twórczość
John Crome malował przede wszystkim pejzaże, posługiwał się techniką olejną, tworzył też akwaforty i ryciny. Jego twórczość zaliczana do okresu bezpośrednio poprzedzającego romantyzm, inspirowana była głównie malarstwem krajobrazowym mistrzów holenderskich, takich jak Jacob van Ruisdael i Meindert Hobbema. Artysta przedstawiał zwykle krajobrazy okolic Norwich, szczególną sprawność osiągnął w przedstawieniach drzew. Za najlepszy jego obraz uchodzi płótno Dąb z Poringlant, obecnie w zbiorach Tate Gallery w Londynie.
Twórczość Crome’a, początkowo niedoceniana, obecnie zaliczana jest do czołówki angielskiego malarstwa krajobrazowego. Duże zbiory prac malarza posiadają muzea i galerie brytyjskie, m.in. Tate Gallery, Norwich Museums i Fitzwilliam Museum w Cambridge.